# 34th Street – Herald Square
34th Street – Herald Square är en tunnelbanecentral i New Yorks tunnelbana som ligger centralt vid Herald Square, Manhattan. Den första linjen Broadway Line började trafikera stationen 1918. Sixth Avenue Line invigdes med egna plattformar och spår år 1940. Det är den tredje mest använda stationen i nätet vad gäller passagerare. I närområdet finns Empire State Building, Macy's, Madison Square Garden och Koreatown. 

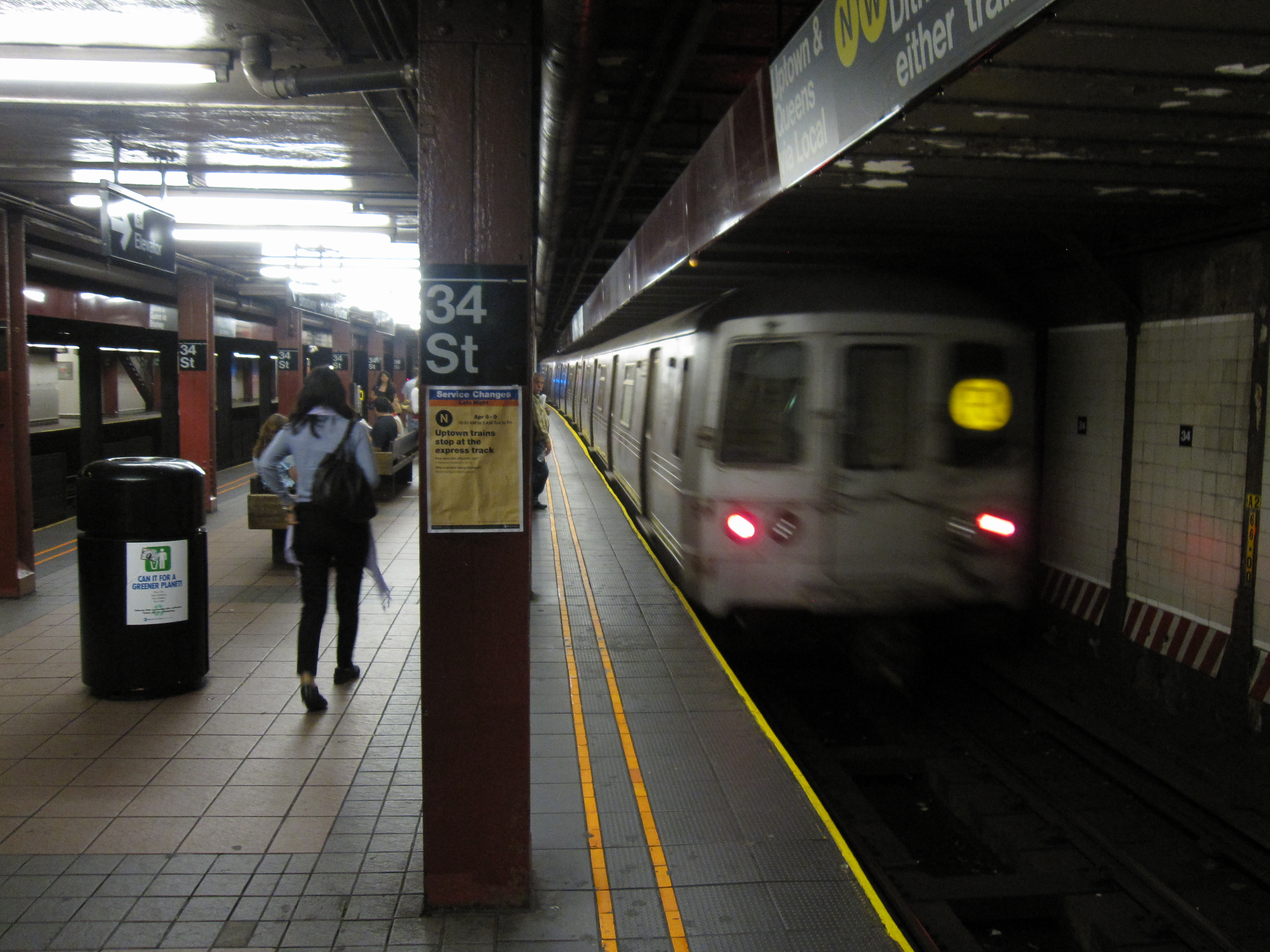
Broadway Line
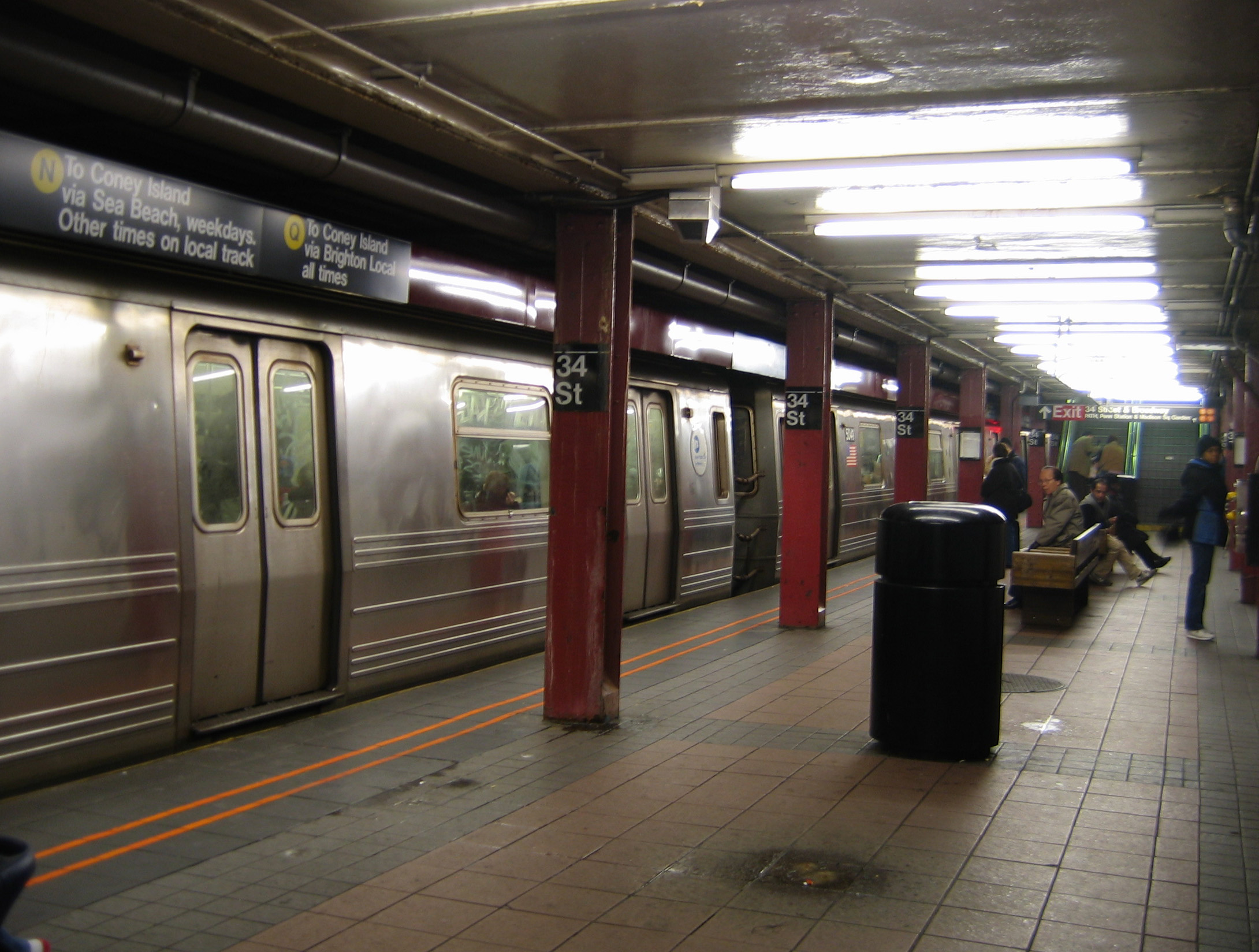
Broadway Line
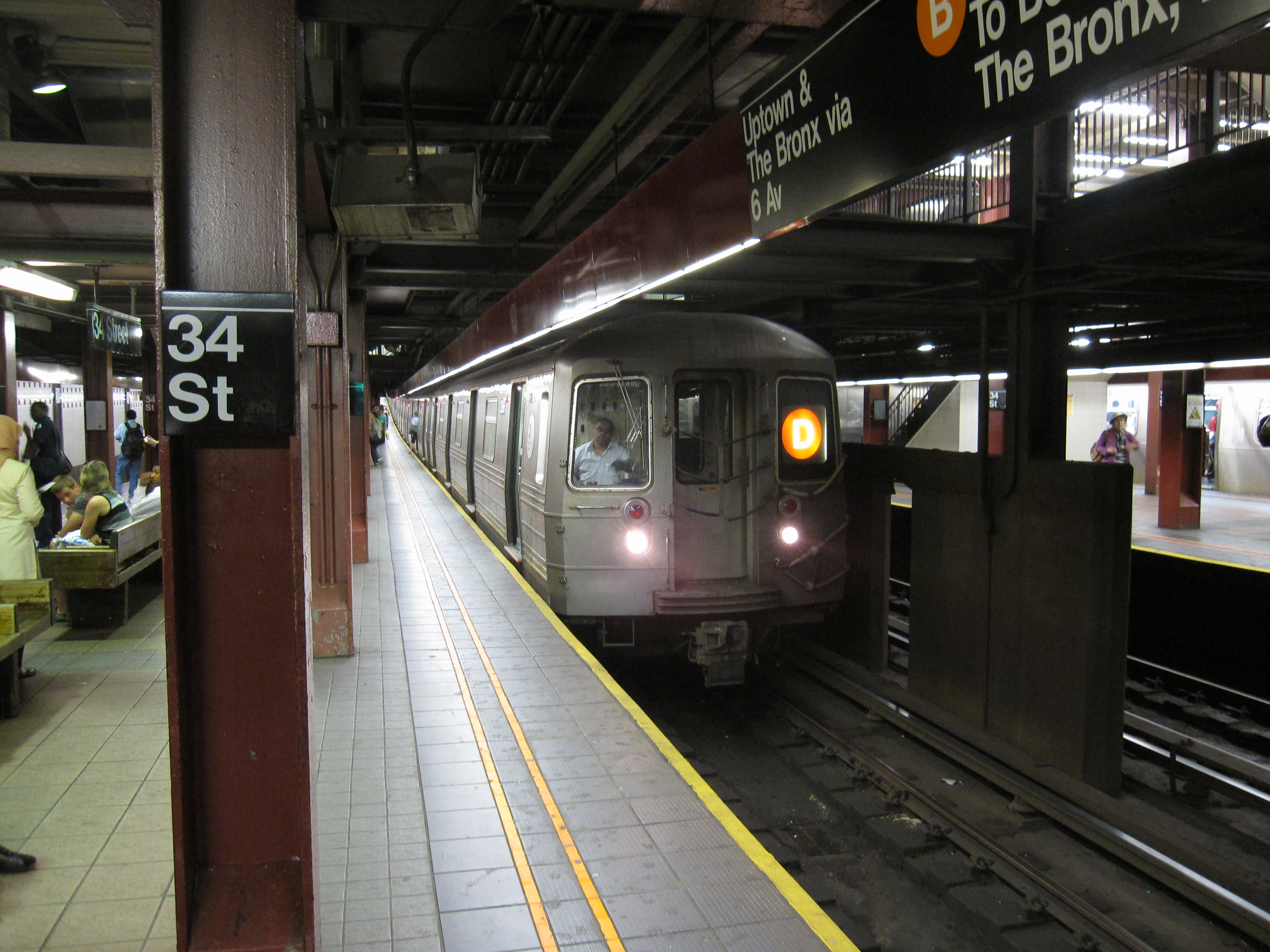
Sixth Avenue Line
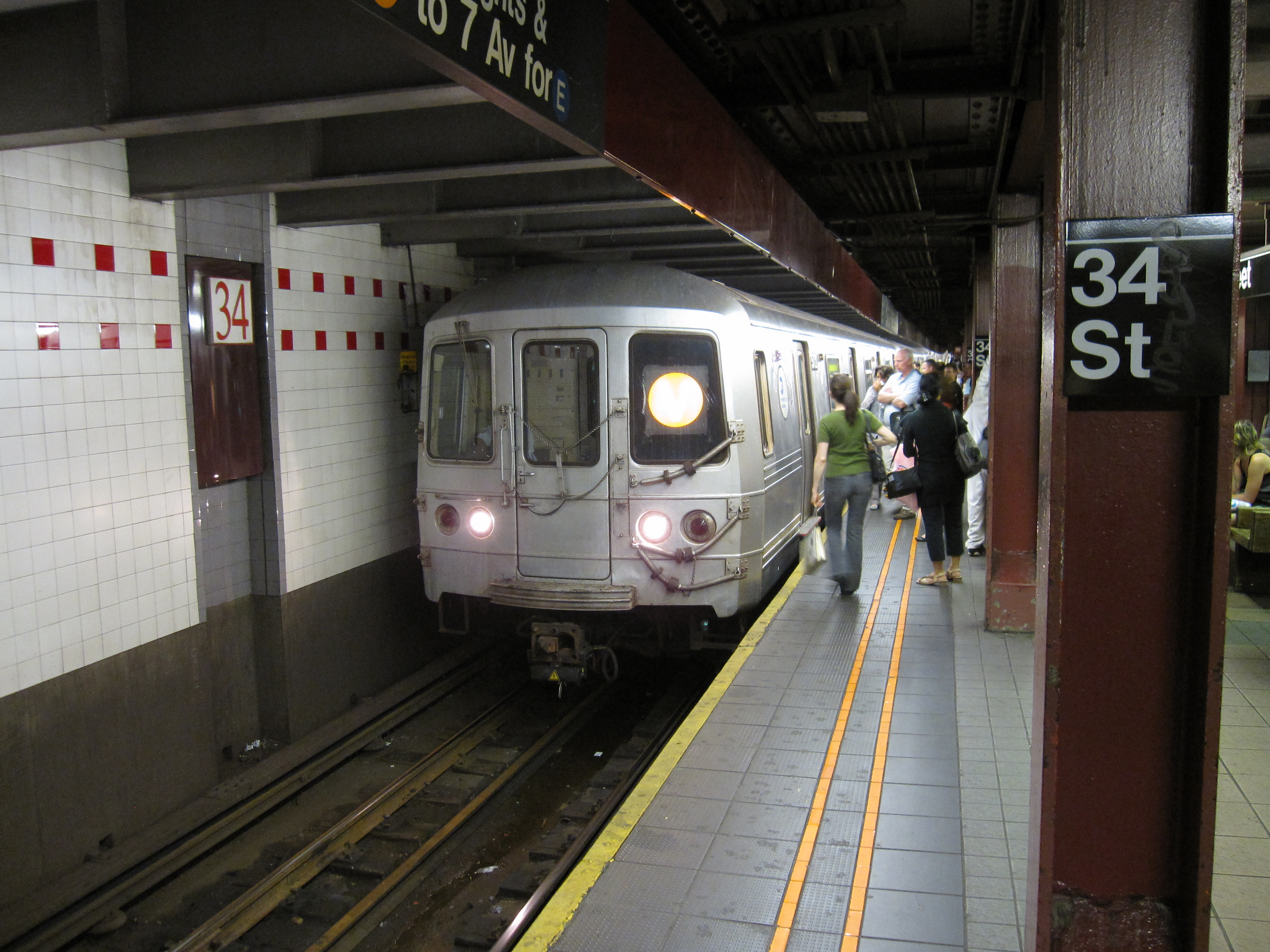
Sixth Avenue Line
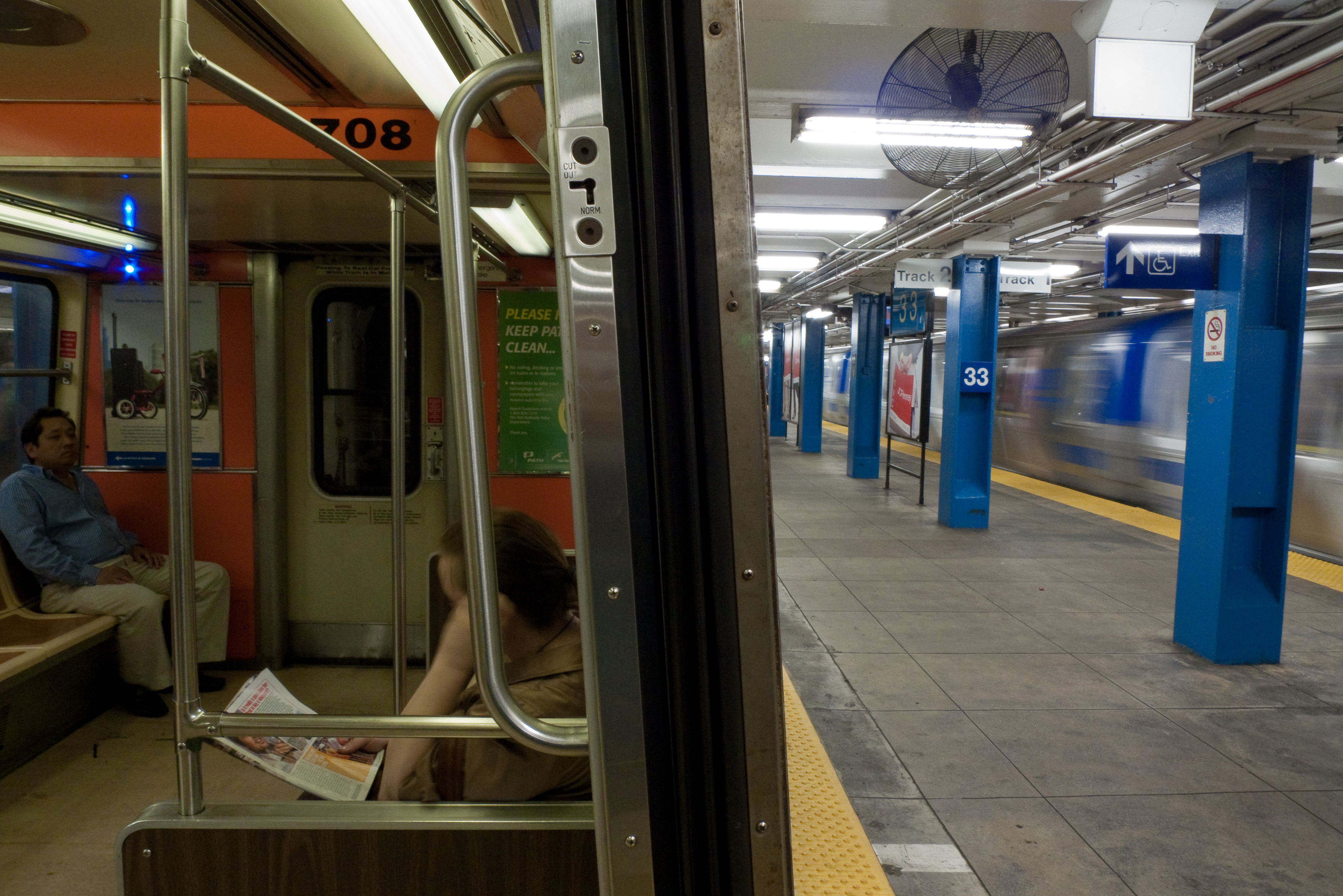
33rd Street station för PATH
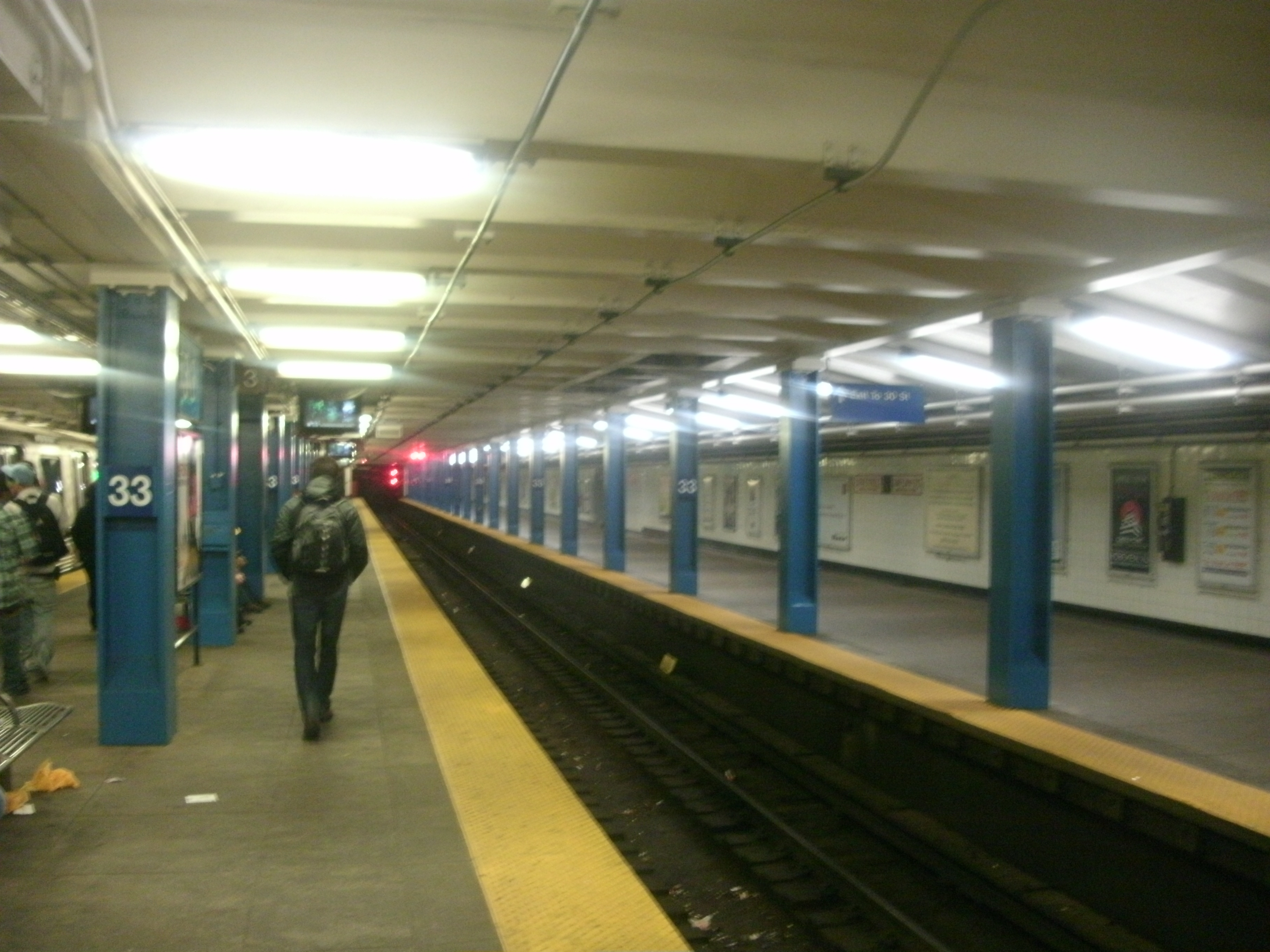
33rd Street station för PATH